# Elaheh Mohammadi
Elaheh Mohammadi (en persa: الهه محمدی‎) es una periodista iraní que informa sobre la sociedad y los asuntos de la mujer para el diario Ham-Mihan. En los últimos años también ha colaborado con medios de comunicación controlados por el Estado como Shahrvand, Khabar Online y Etemad Online.
Mohammadi fue arrestada por las fuerzas de seguridad iraníes en septiembre de 2022 por informar sobre el funeral de Mahsa Amini.

## Reportaje sobre el funeral de Mahsa Amini
Mohammadi había viajado a Saqqez para el periódico iraní Ham-Mihan para cubrir el funeral de Mahsa Amini, de 22 años, que había pasado tres días en coma tras ser detenida por la tristemente célebre policía de la moralidad de Teherán y murió el 16 de septiembre.
Mohammadi fue citada por las autoridades judiciales, pero luego fue detenida por las fuerzas de seguridad el 29 de septiembre de 2022, cuando se dirigía a la oficina del Ministerio de Inteligencia para el interrogatorio, según Mohammad Ali Kamfiroozi, abogado de Mohammadi, que dio la noticia en su página en las redes sociales.